# Émile Boutroux
Étienne Émile Marie Boutroux (født 28. juli 1845 i Montrouge, død 23. november 1921) var en fransk filosof.
Boutroux tog doktorgraden 1868 og studerede derefter et par år i Tyskland, særlig i Heidelberg under Zeller. Han blev 1874 professor i Montpellier, 1876 i Nancy og året efter professor i filosofiens historie ved École normale i Paris. I 1888 udnævntes han til professor ved Sorbonne og blev senere direktør for Fondation Thiers. I sin filosofi stod Boutroux som repræsentant for den moderne reaktion inden for den franske filosofi. Fælles for denne retning, der med forskellige problemstillinger og argumentationer træder frem hos Lachelier, Renouvier, Bergson og Boutroux, er en bestræbelse for at slippe ud over de strengt mekaniske grundsætninger, der bærer videnskaben, men hvis anvendelse er nøjagtigst på naturvidenskabernes område. Boutroux hævder en diskontinuitet ved overgangen fra et videnskabsområde til et andet, idet de mere konkrete videnskaber kræver helt nye metoder, der ikke kan udledes af de abstrakte grundprincipper. For så vidt danner Boutoux ingen modsætning til den franske positivisme; modsætningen kommer først frem der, hvor han, på grundlag af sin tanke om den metodiske diskontinuitet, vil hævde en diskontinuitet i selve årsagsrækken, ikke blot som den tidsforskel mellem årsag og virkning, der altid i forhold til den logiske identitet betegner et sidste irrationelt forhold, eller som den negative grænse for forskningen, der på mange måder sættes der, hvor vi ikke formår at påvise nøjagtige årsagsforhold, men som noget positivt, i betydningen af absolut nydannelse eller skabelse. Her kommer Boutroux til den "frie vilje" og til "højere" principper som Gud, æstetiske og etiske love som de egentlig forklarende, og hans filosofi går over i teologien. Sine anskuelser har Boutroux udviklet i skrifterne: De la contingence des lois de la nature (1875) og De l'idée de la loi naturelle dans la science et dans la Philosophie contemporaine (1895), La psychologie du mysticisme (1902) og Science et religion (1908).